# Subdivisões de Fiji
A República de Fiji está organizada administrativamente em quatro divisões, que por sua vez estão subdivididas em 14 províncias. Cada divisão é chefiada por um comissário, indicado pelo governo de Fiji. As divisões são basicamente agrupamentos de províncias e possuem poucas funções administrativas.  Cada província possui uma Câmara Provincial que podem, dentro de suas províncias, criar leis e impostos, sujeitos a aprovação do governo de Fiji.
O governo de Fiji também é responsável pela nomeação do Roko Tui, chefe executivo da Câmara Provincial.
A ilha de Rotuma, norte do arquipélago principal, tem status de dependência, está incluída na Divisão Oeste para fins estatísticos (censo, por exemplo), porém, administrativamente possui autonomia interna com sua própria câmara e poderes para legislar sobre a maioria dos assuntos locais.

## Divisões e províncias - estatísticas

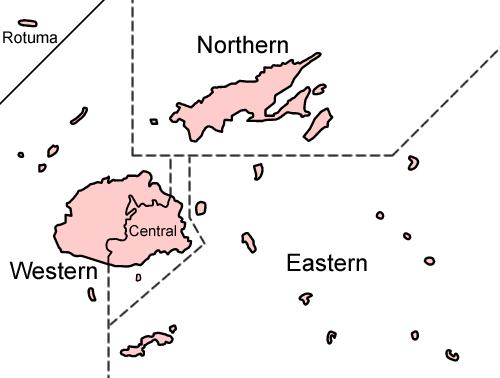
Divisões administrativas das Ilhas Fiji.

| Divisão (capital)    | Província            | Presidente da Câmara (2005)   | Área (km²) | População (1996) |
| -------------------- | -------------------- | ----------------------------- | ---------- | ---------------- |
| Central (Suva)       | Naitasiri            | Ratu Solomoni Boserau         | 1.666      | 126.641          |
| Central (Suva)       | Namosi               | Ratu Kiniviliame Taukeinikoro | 570        | 5.742            |
| Central (Suva)       | Rewa                 | Pita Tagi Cakiverata          | 272        | 101.547          |
| Central (Suva)       | Serua                | Atunaisa Lacabuka             | 830        | 15.461           |
| Central (Suva)       | Tailevu              | Josefa Seruilagilagi          | 755        | 48.216           |
| Norte (Labasa)       | Bua                  | Ratu Filimoni Ralogaivau      | 1.379      | 14.988           |
| Norte (Labasa)       | Cakaudrove           | Sitiveni Rabuka               | 2.816      | 44.821           |
| Norte (Labasa)       | Macuata              | Ratu Aisea Katonivere         | 2.004      | 80.207           |
| Leste (Levuka)       | Kadavu               | Ratu Josateki Nawalowalo      | 478        | 9.535            |
| Leste (Levuka)       | Lau                  | Ratu Josefa Basulu            | 487        | 12.211           |
| Leste (Levuka)       | Lomaiviti            | Ratu Jo Lewanavanua           | 411        | 16.214           |
| Oeste (Lautoka)      | Ba                   | Ratu Ovini Bokini             | 2.634      | 192.197          |
| Oeste (Lautoka)      | Nadroga-Navosa       | Ratu Sakiusa Makutu           | 2.385      | 54.083           |
| Oeste (Lautoka)      | Ra                   | Simione Naikarua              | 1.341      | 30.904           |
| Rotuma (dependência) | Rotuma (dependência) | Injimo Managreve              | 46         | 2.810            |

## Cidades
| Cidade | Data de incorporação | Prefeito-2005 (Partido)       | Vereadores | Área (km²) | População (1996) |
| Ba | 1939                 | Pravin Bala (NFP)             | 15         | 327        | 14,596           |
| Labasa | 1939                 | Pradeep Singh (FLP)           | 12         | 360        | 24,187           |
| Lami | 1977                 | Tevita Buatalevu (SDL)        | 12         | 680        | 18,918           |
| Lautoka (city) | 1929                 | Rohit Kumar (FLP)             | 16         | 1607       | 42,917           |
| Levuka | 1877                 | George Gibson (Balance)       | 8          | 67         | 3,745            |
| Nadi | 1946                 | Shalesh Mudliar (NFP)         | 15         | 577        | 30,791           |
| Nasinu | 1999                 | Rajeshwar Kumar (FLP)         | 21         | 4500       | 80,000           |
| Nausori | 1931                 | Vikash Singh (NRA)            | 12         | 167        | 21,645           |
| Savusavu | 1969                 | Ram Pillay (SRC)              | 9          | 800        | 4,962            |
| Sigatoka | 1959                 | Ratu Isikeli Tasere (SDL/NFP) | 10         | 127        | 7,940            |
| Suva (cidade) | 1881                 | Ratu Peni Volavola (SDL)      | 20         | 2048       | 167,421          |
| Tavua | 1992                 | Chandra Singh (TRLTA)         | 9          | 100        | 2,418            |
| FLP: Fiji Labour Party; NFP: National Federation Party; NRA: Nausori Ratepayers' Association; SDL: United Fiji Party; SRC: Savusavu Ratepayers and Citizens Party; TRLTA: Tavua Ratepayers, Landowners, and Tenants Association |                      |                               |            |            |                  |